# Hälltjärnen (Grythyttans socken, Västmanland, 662569-143536)
Hälltjärnen är en sjö i Hällefors kommun i Västmanland och ingår i Göta älvs huvudavrinningsområde. Sjön har en area på 0,121 kvadratkilometer och ligger 198,7 meter över havet.

## Delavrinningsområde
Hälltjärnen ingår i det delavrinningsområde (662530-143631) som SMHI kallar för Inloppet i Halvtron. Medelhöjden är 228 meter över havet och ytan är 22,2 kvadratkilometer. Det finns inga avrinningsområden uppströms utan avrinningsområdet är högsta punkten. Vattendraget som avvattnar avrinningsområdet har biflödesordning 4, vilket innebär att vattnet flödar genom totalt 4 vattendrag innan det når havet efter 353 kilometer. Avrinningsområdet består mestadels av skog (81 procent). Avrinningsområdet har 0,85 kvadratkilometer vattenytor vilket ger det en sjöprocent på 3,8 procent.